# Europese kampioenschappen schaatsen 1993
De Europese kampioenschappen schaatsen 1993 werden op 22, 23 en 24 januari 1993 gereden in de ijshal Thialf te Heerenveen.
Titelverdedigers waren de Europees kampioenen van 1992 in Heerenveen. In Thialf werden de Duitse Gunda Niemann en de Nederlander Falko Zandstra kampioen.
De Oostenrijkse Emese Hunyady en de Nederlander Falko Zandstra werden Europees kampioen.
| Programma                                            | Programma                                               | Programma                              |
| vrijdag 22 januari                                   | zaterdag 23 januari                                     | zondag 24 januari                      |
| ---------------------------------------------------- | ------------------------------------------------------- | -------------------------------------- |
| 500 meter mannen 500 meter vrouwen 5000 meter mannen | 1500 meter vrouwen 1500 meter mannen 3000 meter vrouwen | 5000 meter vrouwen 10.000 meter mannen |

## Mannen

### Eindklassement
| Rang   | Schaatser           | Land        | Punten  | 500 m         | 5000 m        | 1500 m        | 10.000 m      |
| ------ | ------------------- | ----------- | ------- | ------------- | ------------- | ------------- | ------------- |
| Goud   | Falko Zandstra      | Nederland   | 156,882 | 37,90 (1)     | 6.40,01 (2)   | 1.52,90 (1)   | 13.46,96 (1)  |
| Zilver | Johann Olav Koss    | Noorwegen   | 157,961 | 38,29 (5)     | 6.38,77 (1)   | 1.53,76 (3)   | 13.57,49 (4)  |
| Brons  | Rintje Ritsma       | Nederland   | 158,047 | 38,00 (3)     | 6.43,61 (4)   | 1.53,52 (2)   | 13.56,92 (3)  |
| 4      | Bart Veldkamp       | Nederland   | 159,979 | 39,33 (14)    | 6.41,86 (3)   | 1.56,92 (12)  | 13.49,81 (2)  |
| 5      | Roberto Sighel      | Italië      | 161,452 | 37,95 (2)     | 6.55,84 (6)   | 1.56,09 (7)   | 14.24,45 (7)  |
| 6      | Steinar Johansen    | Noorwegen   | 162,370 | 38,86 (9)     | 6.56,84 (7)   | 1.56,59 (10)  | 14.19,26 (6)  |
| 7      | Deszo Horváth       | Roemenië    | 162,500 | 39,09 (12)    | 6.56,99 (8)   | 1.56,31 (8)   | 14.18,82 (5)  |
| 8      | Peter Adeberg       | Duitsland   | 163,018 | 38,24 (4)     | 7.01,13 (14)  | 1.54,62 (4)   | 14.49,12 (12) |
| 9      | Artur Szafrański    | Polen       | 163,488 | 38,92 (10)    | 6.59,83 (11)  | 1.56,05 (6)   | 14.38,04 (10) |
| 10     | Per Bengtsson       | Zweden      | 165,798 | 40,78 (24)    | 6.58,82 (10)  | 1.59,58 (20)  | 14.25,52 (8)  |
| 11     | Jaromir Radke       | Polen       | 172,112 | 41,16 (25)    | 6.54,58 (5)   | 2.18,04 (26f) | 14.29,62 (9)  |
| 12     | Ådne Søndrål        | Noorwegen   | 191,402 | 1.07,04 (27f) | 6.58,04 (9)   | 1.55,15 (5)   | 14.43,51 (11) |
| NC13   | Oleg Pavlov         | Rusland     | 119,447 | 38,33 (6)     | 7.02,01 (15)  | 1.56,75 (11)  |               |
| NC14   | Yuri Shulga         | Oekraïne    | 120,408 | 39,08 (11)    | 7.05,18 (18)  | 1.56,43 (9)   |               |
| NC15   | Michael Hadschieff  | Oostenrijk  | 120,766 | 38,59 (8)     | 7.07,36 (19)  | 1.58,32 (16)  |               |
| NC16   | Jonas Schön         | Zweden      | 120,828 | 39,69 (16)    | 6.59,85 (12)  | 1.57,46 (14)  |               |
| NC17   | Frank Dittrich      | Duitsland   | 121,655 | 40,03 (20)    | 7.00,35 (13)  | 1.58,77 (17)  |               |
| NC18   | Davide Carta        | Italië      | 121,825 | 38,39 (7)     | 7.17,52 (24)  | 1.59,05 (18)  |               |
| NC19   | Markus Tröger       | Duitsland   | 121,960 | 39,23 (13)    | 7.16,33 (23f) | 1.57,29 (13)  |               |
| NC20   | Zsolt Zakarias      | Oostenrijk  | 121,998 | 39,69 (16)    | 7.10,18 (22)  | 1.57,87 (15)  |               |
| NC21   | Aleksandr Sandalov  | Rusland     | 122,385 | 39,88 (18)    | 7.08,09 (21)  | 1.59,09 (19)  |               |
| NC22   | Christian Eminger   | Oostenrijk  | 123,302 | 40,71 (22)    | 7.04,12 (16)  | 2.00,54 (22)  |               |
| NC23   | Timo Järvinen       | Finland     | 123,437 | 40,72 (23)    | 7.05,04 (17)  | 2.00,64 (23)  |               |
| NC24   | Giorgio Baroni      | Italië      | 123,657 | 39,41 (15)    | 7.23,24 (25)  | 1.59,77 (21)  |               |
| NC25   | Martin Feigenwinter | Zwitserland | 125,526 | 41,65 (26)    | 7.07,53 (20)  | 2.03,37 (25)  |               |
| NC26   | Cédric Kuentz       | Frankrijk   | 126,025 | 40,67 (21)    | 7.29,69 (27)  | 2.01,16 (24)  |               |
| NS3    | Jiří Kyncl          | Tsjechië    | 84,958  | 40,00 (19)    | 7.29,58 (26)  | - (NS)        |               |

## Vrouwen

### Deelname
De achttiende editie voor de vrouwen werd voor de zevende keer (na 1970, 1981, 1982, 1983, 1990 en 1992) in Heerenveen verreden. Eénentwintig deelneemsters uit tien landen namen aan dit kampioenschap deel. Negen landen, Duitsland (3), Nederland (3), Noorwegen (3), Italië (2), Oostenrijk (2), Roemenië (2), Zweden (2), Finland (1) en Polen (1), waren ook vertegenwoordigd op het EK in 1992. Dit jaar nam Rusland (2) de plaats in van het Gemenebest van Onafhankelijke Staten. Zwitserland, in 1992 nog present, ontbrak deze editie. Zeven vrouwen debuteerden op dit kampioenschap.
De Oostenrijkse Emese Hunyady werd de zevende vrouw die de Europese titel veroverde en de eerste Europees kampioene die niet uit Nederland, (Oost-)Duitsland of de Sovjet-Unie kwam. De Duitse Heike Warnicke-Schalling flankeerde voor het vierde opeenvolgende jaar de Europees kampioene op het erepodium, in 1991 op plaats twee en in 1990 en 1992 op plaats drie, nu weer op plaats twee. De Russische debutante Svetlana Bazjanova legde beslag op de derde plaats.
Van het Nederlandse trio vrouwen eindigde Carla Zijlstra op de zevende plaats, en de beide debutanten Barbara de Loor en Ingrid van der Voort respectievelijk op de vijftiende en de achttiende plaats.

### Afstandmedailles
Carla Zijlstra won als enige Nederlandse vrouw een afstand medaille, het was haar tweede medaille, net als in 1992 won ze de bronzen medaille op de 5000 meter.
Else Ragni Yttredal veroverde als vierde Noorse vrouw en afstand medaille (zilver op de 500 meter) in navolging van Sigrid Sundby (2x in 1971), Bjørg Eva Jensen (2x in 1981, 1982) en Edel Therese Høiseth (2x in 1986, 1987). Cerasela Hordobetiu die brons won op de 500 meter veroverde de eerste medaille voor Roemenië bij de vrouwen.
Gunda Niemann-Kleemann bracht haar record totaal afstand medailles op tweeëntwintig (15-6-1).
| Afstand | Goud                   | Zilver                   | Brons                    |
| ------- | ---------------------- | ------------------------ | ------------------------ |
| 500m    | Emese Hunyady          | Else Ragni Yttredal      | Cerasela Hordobetiu      |
| 1500m   | Emese Hunyady          | Gunda Niemann-Kleemann   | Heike Warnicke-Schalling |
| 3000m   | Gunda Niemann-Kleemann | Heike Warnicke-Schalling | Emese Hunyady            |
| 5000m   | Gunda Niemann-Kleemann | Heike Warnicke-Schalling | Carla Zijlstra           |

### Eindklassement
Achter de namen staat tussen haakjes bij meervoudige deelname het aantal deelnames 
| Rang   | Schaatsster                  | Land       | Punten  | 500 m        | 1500 m       | 3000 m       | 5000 m       |
| ------ | ---------------------------- | ---------- | ------- | ------------ | ------------ | ------------ | ------------ |
| Goud   | Emese Hunyady (9)            | Oostenrijk | 170,721 | 40,86 (1)    | 2.03,50 (1)  | 4.22,66 (3)  | 7.29,19 (4)  |
| Zilver | Heike Warnicke-Schalling (9) | Duitsland  | 170,818 | 42,41 (10)   | 2.05,19 (3)  | 4.17,84 (2)  | 7.17,05 (2)  |
| Brons  | Svetlana Bazjanova           | Rusland    | 173,647 | 41,94 (6)    | 2.06,32 (4)  | 4.23,98 (4)  | 7.36,05 (6)  |
| 4      | Elena Belci-Dal Farra (8)    | Italië     | 175,347 | 43,12 (15)   | 2.08,44 (8)  | 4.26,35 (6)  | 7.30,23 (5)  |
| 5      | Else Ragni Yttredal (6)      | Noorwegen  | 175,508 | 41,51 (2)    | 2.07,71 (7)  | 4.28,19 (7)  | 7.47,30 (9)  |
| 6      | Gunda Niemann-Kleemann (6)   | Duitsland  | 175,745 | 47,66 * (21) | 2.04,89 (2)  | 4.17,43 (1)  | 7.15,50 (1)  |
| 7      | Carla Zijlstra (3)           | Nederland  | 176,002 | 43,62 (19)   | 2.09,78 (15) | 4.25,41 (5)  | 7.28,87 (3)  |
| 8      | Cerasela Hordobetiu (2)      | Roemenië   | 176,692 | 41,59 (3)    | 2.09,34 (11) | 4.30,61 (11) | 7.48,88 (10) |
| 9      | Jasmin Krohn (8)             | Zweden     | 177,133 | 43,02 (14)   | 2.09,09 (10) | 4.29,71 (9)  | 7.41,32 (7)  |
| 10     | Ewa Wasilewska-Borkowska (5) | Polen      | 177,183 | 41,93 (5)    | 2.06,64 (5)  | 4.33,98 (17) | 7.53,77 (12) |
| 11     | Anette Tønsberg (4)          | Noorwegen  | 177,186 | 42,96 (13)   | 2.09,61 (13) | 4.28,73 (8)  | 7.42,35 (8)  |
| 12     | Hege Langli (2)              | Noorwegen  | 178,339 | 42,86 (11)   | 2.09,70 (14) | 4.30,32 (10) | 7.51,93 (11) |
| NC13   | Mihaela Dascalu (3)          | Roemenië   | 130,396 | 41,89 (4)    | 2.09,35 (12) | 4.32,34 (13) |              |
| NC14   | Svetlana Fedotkina           | Rusland    | 130,441 | 42,28 (8)    | 2.07,61 (6)  | 4.33,75 (16) |              |
| NC15   | Barbara de Loor              | Nederland  | 130,594 | 42,33 (9)    | 2.08,53 (9)  | 4.32,53 (14) |              |
| NC16   | Emese Antal (2)              | Oostenrijk | 131,341 | 42,15 (7)    | 2.10,06 (17) | 4.35,03 (21) |              |
| NC17   | Claudia Pechstein (2)        | Duitsland  | 131,428 | 42,95 (12)   | 2.09,99 (16) | 4.30,89 (12) |              |
| NC18   | Ingrid van der Voort         | Nederland  | 132,573 | 43,31 (16)   | 2.10,48 (18) | 4.34,62 (18) |              |
| NC19   | Outi Ylä-Sulkava             | Finland    | 132,996 | 43,54 (17)   | 2.11,06 (19) | 4.34,62 (18) |              |
| NC20   | Elisabetta Pizio             | Italië     | 133,020 | 43,58 (18)   | 2.11,61 (21) | 4.33,42 (15) |              |
| NC21   | Christina Schön              | Zweden     | 133,326 | 43,66 (20)   | 2.11,56 (20) | 4.34,88 (20) |              |

vet = kampioenschapsrecord
* = gevallen